# Macerata
Macerata és un municipi italià, situat a la regió de les Marques i a la província de Macerata. L'any 2006 tenia 42.568 habitants.

## Fills il·lustres
- Giovanni Lucantoni (1825-1902) compositor musical.
- Domenico Annibali (1705-1779), cantant castrati,
- Giovanni Mario Crescimbeni (1663-1728), literat i editor,
- Giuseppe Gariboldi (1833-1905), compositor i flautista.
- Lino Liviabella (1902-1964), compositor musical.